# Jochen Lettmann
Jochen Lettmann (Duisburgo, Renânia do Norte-Vestfália, 10 de abril de 1969) é um ex-canoísta alemão especialista em provas de velocidade.

## Carreira
Foi vencedor da medalha de bronze em slalom K-1 em Barcelona 1992.